# Camponotus constructor
Camponotus constructor é uma espécie de inseto do gênero Camponotus, pertencente à família Formicidae.